# AVPI1
AVPI1‏ (Arginine vasopressin induced 1) هوَ بروتين يُشَفر بواسطة جين AVPI1 في الإنسان.